# Diego Laínez
Diego (Giacomo) Laínez (Almazán, 1512 – Roma, 19 gennaio 1565) è stato tra i primi compagni di Ignazio di Loyola, cui succedette come Preposito Generale dell'ordine.

## Biografia
Diego Laínez nacque ad Almazán (Vecchia Castiglia) nel 1512. Addottoratosi ad Alcalá nelle arti, con Alfonso Salmerón, si recò a Parigi nel 1533 per studiarvi teologia e conoscere Ignazio di Loyola, di cui divenne discepolo spirituale. Il 15 agosto del 1534 con Ignazio e altri cinque compagni faceva voto di povertà e di pellegrinare a Gerusalemme, o, quando ciò fosse impossibile, di mettersi a piena disposizione del papa. Impedito il pellegrinaggio, venne a Roma con S. Ignazio e Pietro Favre, nell'autunno del 1537, e si offrì a Paolo III, che per breve tempo l'adoperò nella cattedra di teologia positiva alla Sapienza (1538), dove commentò il Canon Missae di Gabriel Biel. Frattanto si occupava anche in opere di carità, in predicare e nel porre con Ignazio e i compagni le basi della Compagnia. Prima ancora che questa fosse solennemente approvata (27 settembre 1540) veniva dal papa dato compagno, col beato Favre, al cardinale Ennio Filonardi (giugno 1539), nuovo legato di Parma e Piacenza. Con questa missione Laínez iniziò l'opera di predicatore apostolico in Italia, che proseguì in quasi tutte le più importanti città della penisola. A interrompere il corso delle sue prediche sopravvenne il Concilio di Trento, dove fu dapprima quale padre spirituale degli alti prelati, e poi come teologo pontificio.
Alla morte di Ignazio, il 31 luglio 1556, gli successe, prima come vicario, quindi (dal 2 luglio 1558) come preposito generale della Compagnia; tenne questo ufficio 6 anni, inerendo strettamente allo spirito e agli esempi del fondatore, partecipandone i meriti nel consolidare e propagare il giovanissimo ordine. Giulio III lo volle compagno del cardinale Morone nella Dieta di Augusta (1555). Pio IV lo inviò con il legato Ippolito d'Este alla corte di Francia (1561) a sostenere la causa del cattolicesimo contro il protestantesimo; ciò che il Laínez egregiamente adempié nel Colloquio di Poissy. Dalla Francia, dove non poco giovò alla causa cattolica presso la regina Caterina, disceso nel giugno 1562 a Trento per il Concilio, vi sedette tra i capi d'ordine.

## Opere
- Lainii Monumenta (Epistolae et Acta, 1436-1556), voll. 8, in Monumenta Historica Societatis Iesu, Madrid 1912-1917;
- Disputationes Tridentinae, pubblicate da Hartmann Grisar, voll. 2, Innsbruck 1886.